# Strube-Verlag
Strube-Verlag is een muziekuitgeverij te Berlijn. Friedemann Strube stichtte de zaak in 1977.
De uitgeverij legt zich toe op koor en kerkmuziek.
Componisten zijn Siegfried Bauer, Matthias Hanke, Dieter Kanzleiter, Konrad Klek, Dieter Kurz, Carsten Lenz, Bernhard Leube, Josef Michel, Bernhard Reich, Martin Rößler en Rolf Schweizer.